# 田改住
田改住，元朝东平路汶上县（今山东省汶上县）人。
田改住的父亲得病不能治愈，他祈祷于天，脱下衣服，卧在冰上一个月。后来父亲的病好了。同县王住儿，母亲得病，王住儿卧冰上半月。其母病也痊愈。他们的行为与魏晋时王祥卧冰求鲤相似。《晋书》上称王祥“解衣剖冰”，而元代田改住、王住儿有卧冰祷天的行为，所以元代作《二十四孝》时将王祥的行为描述为卧冰。